# Холден, Арден
Арден О’Хара Холден (англ. Arden O’Hare Holden; род. 30 декабря 1996 года) — американская футболистка, полузащитница ЖФК «БИИК-Казыгурт».

## Карьера
Начала свою карьеру в 2009 году в молодёжной команде «Хит» из Невады. С командой под руководством Тома Амика Холден дважды становилась четвертьфиналисткой Кубка Сёрфа и финалисткой ECNL.
В 2015 году Холден перешла в «Огайо Стейт Бакайс». В первом сезоне Холден сыграла 22 матча, 7 матчей начинала в стартовом составе. Первый матч в новом клубе провела 13 сентября 2015 года против «Бакнелл Бизон», первый гол за новый клуб забила 20 ноября того же года в игре против «Вирджиния Тех Хокиз». В конце сезона была признана «Учёным-спортсменом года OSU».
Во втором сезоне Холден сыграла 21 матч, 6 матчей начинала в стартовом составе. В конце сезона была признана «Учёным-спортсменом года OSU», вошла в «Всеобщую академическую десятку».
В третьем сезоне Холден сыграла 21 матч. В конце сезона была признана «Учёным-спортсменом года OSU», вошла в «Всеобщую академическую десятку».
В своем последнем сезоне Холден сыграла 19 матчей. В целом за клуб сыграла 83 матча и забила 1 гол. В конце сезона вошла в «Всеобщую академическую десятку», в третью команду учёных «Объединенных футбольных тренеров региона Север/Центр».
В июле 2019 года Холден перешла в казахстанский клуб «БИИК-Казыгурт».